# Llista de capítols de Ranma ½
|  | Aquest article tracta sobre els volums del manga. Vegeu-ne altres significats a «Llista d'episodis de Ranma ½». |

Ranma ½ (らんま 1/2, Ranma Nibun-no-Ichi) és una sèrie de manga japonesa escrita i il·lustrada per Rumiko Takahashi, publicada a la revista Shūkan Shōnen Sunday de l'editorial Shogakukan, d'agost de 1987 fins al març de 1996. Entre l'abril de 1988 i el juny de 1996 se'n van publicar 38 volums en format tankobon.
La història gira al voltant d'un adolescent anomenat Ranma Saotome que s'ha entrenat en arts marcials des que era ben petit. Durant un viatge d'entrenament, però, és maleït perquè es converteixi en una noia quan és esquitxat amb aigua freda, mentre que l'aigua calenta el torna noi un altre cop. Al llarg de la sèrie, en Ranma busca una manera de desempallegar-se de la seva maledicció.
A la conferència de Planeta Cómic del Saló del Manga de Barcelona de 2022, van anunciar que començarien a publicar el manga en català a partir de 2023 en una edició condensada (Kanzenban) de 19 volums. Finalment, el primer número es va publicar el 18 d'octubre de 2023.

## Edició Tankobon
| Volum | ISBN               | Publicació al Japó     | Volum | ISBN               | Publicació al Japó     |
| ----- | ------------------ | ---------------------- | ----- | ------------------ | ---------------------- |
| 01    | ISBN 4-09-122031-2 | 18 de març de 1988     | 20    | ISBN 4-09-122440-7 | 18 de juny de 1992     |
| 02    | ISBN 4-09-122032-0 | 18 d'abril de 1988     | 21    | ISBN 4-09-123091-1 | 17 de juliol de 1992   |
| 03    | ISBN 4-09-122033-9 | 18 de juny de 1988     | 22    | ISBN 4-09-123092-X | 18 de setembre de 1992 |
| 04    | ISBN 4-09-122034-7 | 18 d'agost de 1988     | 23    | ISBN 4-09-123093-8 | 12 de desembre de 1992 |
| 05    | ISBN 4-09-122035-5 | 18 d'octubre de 1988   | 24    | ISBN 4-09-123094-6 | 18 de març de 1993     |
| 06    | ISBN 4-09-122036-3 | 13 de desembre de 1988 | 25    | ISBN 4-09-123095-4 | 18 de juny de 1993     |
| 07    | ISBN 4-09-122037-1 | 18 de maig de 1989     | 26    | ISBN 4-09-123096-2 | 18 de setembre de 1993 |
| 08    | ISBN 4-09-122038-X | 18 d'agost de 1989     | 27    | ISBN 4-09-123097-0 | 11 de desembre de 1993 |
| 09    | ISBN 4-09-122039-8 | 18 de novembre de 1989 | 28    | ISBN 4-09-123098-9 | 18 de març de 1994     |
| 10    | ISBN 4-09-122040-1 | 17 de març de 1990     | 29    | ISBN 4-09-123099-7 | 18 de juny de 1994     |
| 11    | ISBN 4-09-122431-8 | 18 de maig de 1990     | 30    | ISBN 4-09-123100-4 | 18 d'agost de 1994     |
| 12    | ISBN 4-09-122432-6 | 18 de juliol de 1990   | 31    | ISBN 4-09-123461-5 | 18 de novembre de 1994 |
| 13    | ISBN 4-09-122433-4 | 17 de novembre de 1990 | 32    | ISBN 4-09-123462-3 | 18 de febrer de 1995   |
| 14    | ISBN 4-09-122434-2 | 18 d'abril de 1991     | 33    | ISBN 4-09-123463-1 | 18 de maig de 1995     |
| 15    | ISBN 4-09-122435-0 | 18 de maig de 1991     | 34    | ISBN 4-09-123464-X | 18 de juliol de 1995   |
| 16    | ISBN 4-09-122436-9 | 18 de juliol de 1991   | 35    | ISBN 4-09-123465-8 | 18 d'octubre de 1995   |
| 17    | ISBN 4-09-122437-7 | 18 d'octubre de 1991   | 36    | ISBN 4-09-123466-6 | 18 de gener de 1996    |
| 18    | ISBN 4-09-122438-5 | 11 de desembre de 1991 | 37    | ISBN 4-09-123467-4 | 18 d'abril de 1996     |
| 19    | ISBN 4-09-122439-3 | 18 de març de 1992     | 38    | ISBN 4-09-123468-2 | 18 de maig de 1996     |

## Edició Kanzenban
| - Capítol 1. Ha arribat en Ranma - Capítol 2. El secret d'en Ranma - Capítol 3. No suporto els homes - Capítol 4. Jo m'hi oposo radicalment - Capítol 5. A la noia enfilada a un arbre amb una tetera - Capítol 6. En cos i ànima - Capítol 7. Te n'adonaràs de seguida - Capítol 8. Està enamorat d'una altra dona - Capítol 9. Estàs més maca quan somriusǃ | - Capítol 10. L'home que perseguia en Ranma - Capítol 11. Confrontació - Capítol 12. Seguim amb el duelǃ - Capítol 13. Un tall desafortunat - Capítol 14. Fas porǃ - Capítol 15. La transformació d'en Ryôga - Capítol 16. L'odi és la reacció més lògica - Capítol 17. La rosa negra |

| - Capítol 18. L'amor de la Rosa Negra - Capítol 19. Cuida bé la meva germaneta - Capítol 20. M'asseguraré que no puguis guanyarǃ - Capítol 21. Un combat aferrissat - Capítol 22. Renunciaré al que he sentit fins ara - Capítol 23. Estimada Charlotte - Capítol 24. El petó a la pista de gel - Capítol 25. Llavis indecisos - Capítol 26. La lluita per un petó - Capítol 27. No et deixaré anar maiǃ | - Capítol 28. Una situació desesperada - Capítol 29. En Ryôga esclataǃ - Capítol 30. Un cor gelat - Capítol 31. El petó de la mort - Capítol 32. Wo ai ni - Capítol 33. L'Akane contra la Shampooǃ - Capítol 34. Un xampú molt especial - Capítol 35. El xampú - Capítol 36. Bie Le |

| - Capítol 37. A la recerca del seu punt feble - Capítol 38. La descoberta del seu punt feble - Capítol 39. Invitació a un infern felí - Capítol 40. L'urpa de gat provoca el pànic - Capítol 41. L'hi hauries fet a qualsevol? - Capítol 42. El retorn de la Shampoo - Capítol 43. L'assalt d'en Mousse - Capítol 44. Un combat espectacular - Capítol 45. El punt del gat queda anul·lat - Capítol 46. Les píndoles del fènix - Capítol 47. Combat a la fira nocturna | - Capítol 48. La cursa trenca-síndries - Capítol 49. Un bany amb el futur gendreǃ - Capítol 50. L'atac del gat aquàtic - Capítol 51. T'hi animes? - Capítol 52. L'aliment dels atletes - Capítol 53. El punt de pressió anihilador - Capítol 54. Un noi immortal - Capítol 55. Una batalla explosivaǃ - Capítol 56. Un combat cerimoniósǃ - Capítol 57. La Satsuki és molt mona - Capítol 58. Una proposta de matrimoniǃ |

| - Capítol 59. Cursa de lliurament a domicili marcial - Capítol 60. Cap a la línia de metaǃ - Capítol 61. Menja't el ramenǃ - Capítol 62. No me'l penso menjarǃ - Capítol 63. El retorn de l'ésser maligne - Capítol 64. No el subestimisǃ - Capítol 65. Batalla als banys públics - Capítol 66. Combat a la llum de la lluna - Capítol 67. El mestre s'enfada - Capítol 68. Les herbes espantadones funcionenǃ - Capítol 69. El contraatac dels pares | - Capítol 70. Les sals de Nan Niaoquan - Capítol 71. No us necessitoǃ - Capítol 72. L'esfereïdor mestre dels rètols - Capítol 73. One more kiss - Capítol 74. Una Battle Royale literària - Capítol 75. Jo soc en Romeuǃ - Capítol 76. El joc de la Julieta - Capítol 77. El petó de la victòria - Capítol 78. El Nan Niaoquan del Japó - Capítol 79. La trampa del vestidor femení - Capítol 80. Salutacions des de la Nan Niaoquan |

| - Capítol 81. Les galetes de la Rosa Negra - Capítol 82. Res ni ningú em negarà el negatiuǃ - Capítol 83. Banyem-nos juntsǃ - Capítol 84. Me les cruspiré totes jo, ehǃ? - Capítol 85. L'amant de l'okonomiyaki - Capítol 86. Un combat per llepar-se'n els dits - Capítol 87. La veritat sobre l'Uki - Capítol 88. En Ryôga contra la Ukyô - Capítol 89. Una carta d'amor perfecta - Capítol 90. Soc la promesa d'en Ryôga - Capítol 91. La cita dels meus somnis | - Capítol 92. En Happi i la Cologne - Capítol 93. L'amor és efímer - Capítol 94. Qui s'enamorarà de qui? - Capítol 95. El segrest de l'Akane - Capítol 96. L'estratègia d'en Mousse - Capítol 97. L'Akane és un ànecǃ - Capítol 98. Ànims Mousseǃ - Capítol 99. La felicitat d'en Mousse - Capítol 100. A l'atac, Tsubasa Kurenaiǃ - Capítol 101. A l'atacǃ És l'hora de dinarǃ - Capítol 102. A l'atacǃ Una cita romànticaǃ |

| - Capítol 103. En Ryôga torna a casa - Capítol 104. Benvingut a casa, germàǃ - Capítol 105. La Yoiko es perd - Capítol 106. La tècnica secreta llegendària - Capítol 107. Roben el text ocultǃ - Capítol 108. La ràfega ígnia Happô esclataǃ - Capítol 109. No puc resistir l'impuls d'abraçar-teǃ - Capítol 110. Abraçades nocturnes - Capítol 111. El power up de l'Akane - Capítol 112. Un partit de hanetsuki herculi - Capítol 113. La tragèdia dels efectes secundaris | - Capítol 114. El director ha tornatǃ - Capítol 115. L'aventura dins del despatx del directorǃ - Capítol 116. El fill del director - Capítol 117. Ha anat d'un pèl - Capítol 118. Es gira la truitaǃ - Capítol 119. T'obligaré a fer tardǃ - Capítol 120. El sabó repel·lent de la felicitat - Capítol 121. La trampa de Cupido - Capítol 122. Deixa d'anar-me al darrereǃ - Capítol 123. Què és més important? - Capítol 124. Bregues d'enamorats |